# Норблад, Альбин Уолтер
Альбин Уолтер Норблад (англ. A. W. Norblad, 19 марта 1881, Мальмё, Швеция — 17 апреля 1960,  Астория, штат Орегон) — американский политик, 19-й губернатор Орегона в 1929—1931 годах. Член  Республиканской партии.
Отец А. Уолтера Норблада (1908–1964), члена Палаты представителей от 1-го избирательного округа штата Орегон с 1946 по 1964 год
.

## Семья и ранние годы
Альбин Норблад родился в 1881 году в Мальмё (на момент его рождения входил в состав шведско-норвежской унии). Его родителями были Питер и Бесси Янгсберг. Фамилия семьи была изменена шведским правительством. Семья эмигрировала в Соединенные Штаты, когда Альбин был очень молод, поселившись в Гранд-Рапидс, штат Мичиган. Он посещал вечерние занятия в Бизнес-колледже Гранд-Рапидса. Заработав там достаточно кредитов, Норблад смог поступить на юридический факультет Чикагского университета, работая репортером газеты «Chicago American». В 1902 году получив диплом, он сдал экзамен на адвоката и вернулся в Мичиган, где основал юридическую фирму. Он был избран окружным прокурором округа Делта.

## Ранняя политическая карьера
В 1909 году Норблад вместе со своей женой Эдной Лайл Кейтс Норблад (1883–1972) переехал в  Асторию. Он начал заниматься юридической практикой и стал участвовать в жизни общества. Его первой должностью в правительственным офисом Орегона была должность городского прокурора Астории с 1910 по 1915 год. Он также стал членом местного школьного совета и президентом Торговой палаты Астории. Норблад также был вовлечен во многие братские и общественные организации.
В 1918 году Норблад баллотировался в Сенат штата Орегон, а с 1919 года работал в Сенате. Переизбранный в 1920 году, в 1922 году он попытался (но безуспешно) баллотироваться на место в Палате представителей расширенного сообщества штата Орегон. В 1923 его сменила в Сенате году Мэри Стронг Кинни (1859–1938), но он выиграл переизбрание на данное место в 1926 году. В 1929 году Норблад занимал пост президента Сената штата Орегон
.

## Губернатор Орегона
21 декабря 1929 года, после смерти действующего губернатора Айзека Паттерсона, президент сената Альбин Норблад был приведен к присяге в качестве губернатора. Сразу после инаугурации он заявил о своем намерении баллотироваться на пост губернатора от республиканцев.
В должности губернатора Норблад сосредоточил свое внимание на улучшение экономической ситуации в штате. Он сформировал первую комиссию штата по трудоустройству, которая позже стала Департаментом занятости штата Орегон. Он санкционировал строительство дороги на сумму $2 миллиона и смог нанять 5000 рабочих. Во время его пребывания в должности Министерство транспорта штата Орегон и Управление дорог общего пользования США работали над реконструкцией участков шоссе «Орегон–Кост». Еще $3 миллиона было потрачено на модернизацию государственных объектов по всему штату. Норблад также принял федеральную помощь в разрешении спора между скотоводами Восточного Орегона и овцеводами. Губернатор заявил о своей поддержке незаконченного военного законопроекта, который проходит через Конгресс. Он также выступал за приобретение государством лесных земель, находящихся в федеральной собственности. В 1931 г. был принят Закон о современном испытательном сроке и учреждена Комиссия по пробации штата Орегон
.
Период его губернаторства совпало с Великой депрессией. Его первые попытки улучшить условия жизни в штате были в значительной степени неэффективными. Не имея политического авторитета в масштабе штата, Норблад потерпел поражение в своей основной заявке в мае 1930 года и занял второе место. Когда месяц спустя победитель праймериз Джордж У. Джозеф неожиданно скончался, Норблад снял свое имя с участия в выдвижении, предоставив Центральному комитету республиканской партии свое благословение на избрание нового кандидата. Побежденный в своей первичной заявке Джорджем У. Джозефом (1872–1930), умершим перед всеобщими выборами, губернатор Норблад передал должность победителю губернаторских выборов 1930 года, независимому кандидату Юлиусу Л. Мейеру (1874–1937).

## Личная жизнь
После поражения на выборах Норблад вернулся к юридической практике в Астории, снова приняв активное участие в жизни общества. Он основал «Ассоциацию торговых палат Нижней Колумбии» и получил грант от потомков Джона Джейкоба Астора для использования в праздновании 500-летия Астории. 
Норблад продолжал свою практику и общественную деятельность в Астории до своей смерти 17 апреля 1960 года. Он был похоронен со своей женой Эдной Лайл на кладбище Роуз-Сити, Портленд, округ Малтнома, Орегон.